# SIA (film)
|  | Denne artikel er oprettet af botten Steenthbot ud fra en ekstern database. Den kan derfor have sproglige fejl eller mangler. Denne skabelon kan fjernes efter kontrol af indholdet. |

 For alternative betydninger, se SIA. (Se også artikler, som begynder med SIA)
SIA er en dansk kortfilm fra 2015 instrueret af Annika Berg.

## Handling
I dag tænkte jeg, at jeg ikke vil brændes når jeg dør (alligevel). Har ellers altid følt det var den mest renlige måde at gribe tingene an på. Først ild og så bare aske.
Nu vil jeg gerne rådne, fortæres af små dyr, kompostere og blive til nærende jord... og måske en lille blomst og lidt græs.

## Medvirkende
- Sigrid Lippert
- Jytte Rygaard
- Christiane Rohde